# Sloboda iz očaja (2005.)
Sloboda iz očaja (eng. Freedom from Despair) je dokumentarni film iz 2004. godine hrvatsko-američke redateljice Brende Brkušić o hrvatskoj borbi protiv komunizma u socijalističkoj Jugoslaviji. 
Pripovjedač u filmu je John Savage. Glasove izvan kamere dali su glumci Michael York i Beata Pozniak. Među poznatima koji su intervjuirani za film su američki kongresnici hrvatskog podrijetla George Radanovich i Dennis Kucinich. Hrvatski glumac Petar Cvirn glumi u ovom filmu.
Film je nagrađen za najbolji dokumentarac na Newyorkškom međunarodnom festivalu nezavisnog filma i videa i Međunarodnom studentskom filmskom festivalu (International Student Film Festival Hollywood) u Hollywoodu. Na Filmskom festivalu Cinequest dobio je gledateljsku nagradu za glasove (Viewer's Voice Award). 

## Vanjske poveznice
- Official site  Arhivirana inačica izvorne stranice od 4. kolovoza 2018. (Wayback Machine)
- Freedom from Despair u internetskoj bazi filmova IMDb-a